# 克拉倫斯島

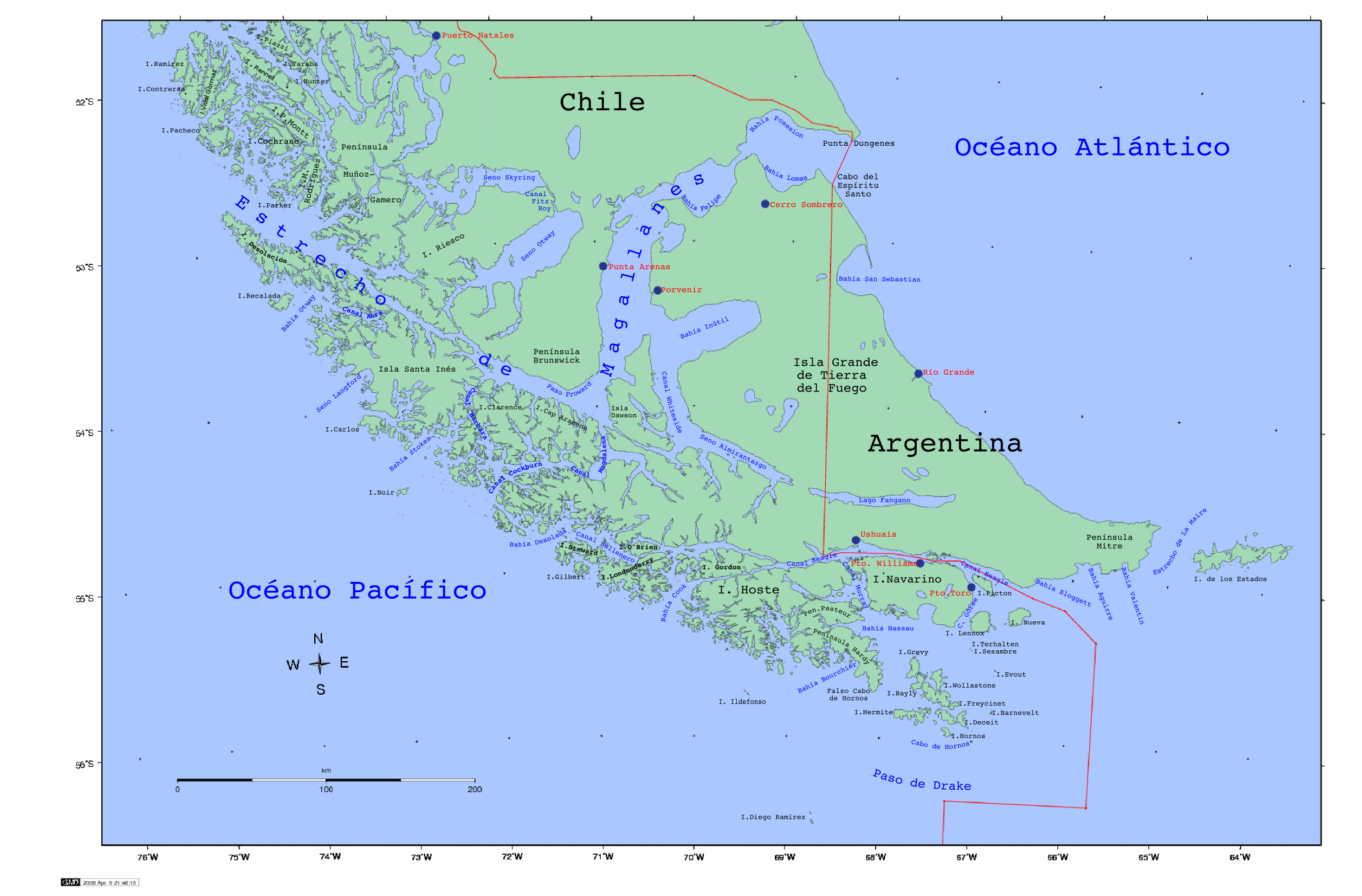
克拉倫斯島的位置

克拉倫斯島（Isla Clarence）是南美洲智利的島嶼，位於麥哲倫-智利南極大區不倫瑞克半島以南，屬於火地群島的一部分，面積1,111平方公里（429平方英哩），是幾乎無人居住的小島，1992年只有10名居民，2002年則有5名居民。
54°10′00″S 71°50′00″W / 54.1667°S 71.8333°W
1. ↑  （页面存档备份，存于）